# Villa il poggio di Villamagna

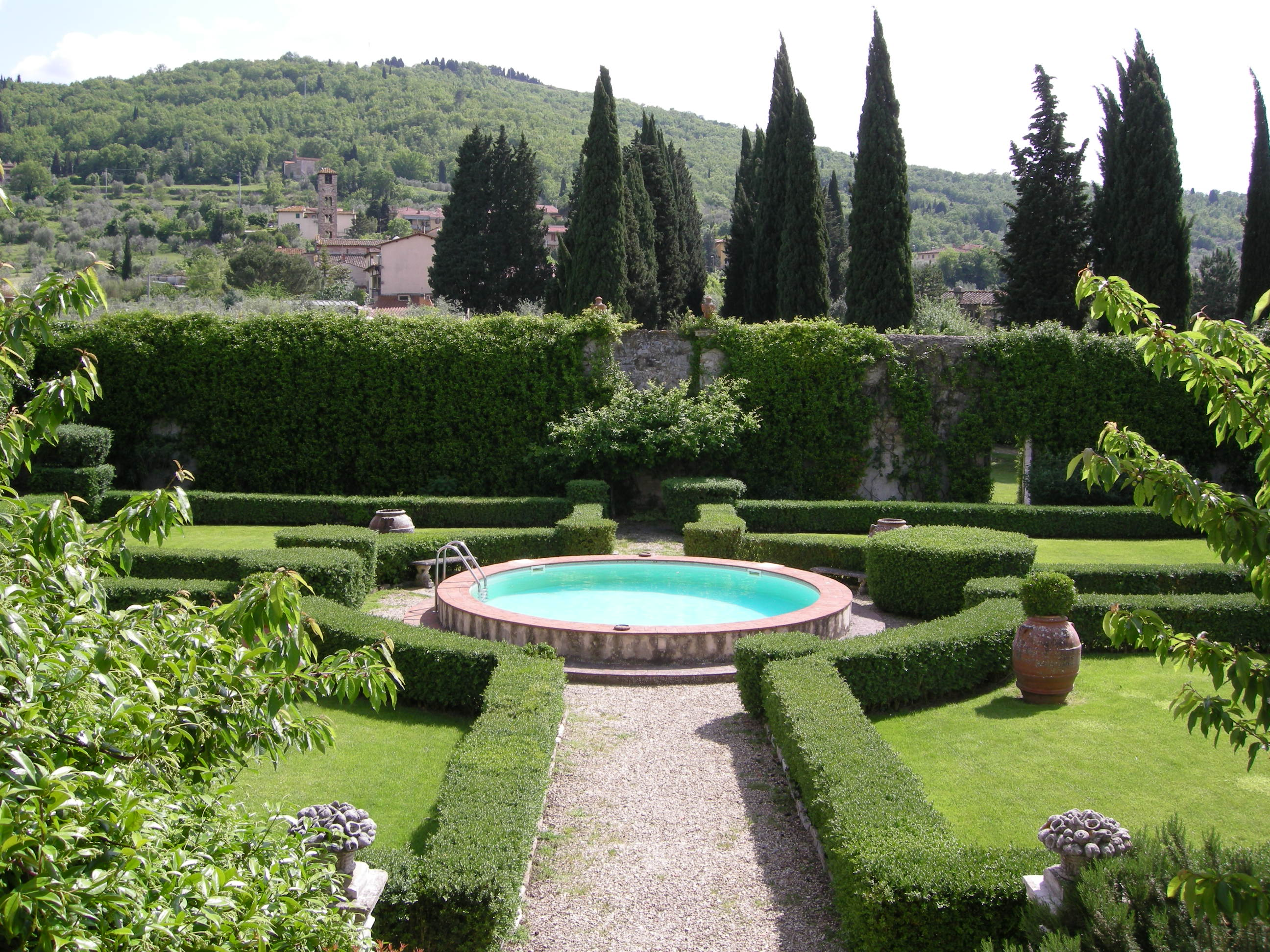
Il giardino all'italiana

La villa il poggio di Villamagna è un edificio situato a Villamagna, in via Belforte 19, nel comune di Bagno a Ripoli, nella città metropolitana di Firenze.

## Storia
La villa deve il suo nome al piccolo poggio, cioè alla piccola collinetta su cui sorge. Nelle fonti antiche è ricordata come una delle più fiorenti ville-"palagio" del contado di Villamagna, ed era originariamente posseduta dai Cavalcanti. Nel catasto del 1427 è segnata già come appartenente a Jacopo di Lorenzo Nasi, esponente di un'altra famiglia del patriziato fiorentino. Nel 1640 Ortensia di Lorenzo Nasi la portò in dote al marito di casa Capponi e nel 1674 venne venduta al conte Francesco Del Benino. A questo periodo risalgono i principali abbellimenti e ingrandimenti dell'edificio e della proprietà agricola circostante.
Nel 1860, alla scomparsa di Ferdinando, ultimo discendente familiare, la villa passò ai Gerini e in seguito agli attuali proprietari.

## Descrizione
La villa ha un aspetto cinquecentesco, con forme semplici ed eleganti, abbellite in facciata da un portico con loggia. Sul lato opposto, davanti al giardino, al culmine di una scalinata, corre una panca di via, interrotta dal portone centinato sul quale si vede lo stemma familiare dei Nasi. Il giardino all'italiana è circondato da alte mura, con un vivaio che raccoglie le acque delle vicine sorgenti.